# Евдокија Палеолог Цамблакон
Евдокиjа Палеолог Цаблакон је била византијска племкиња из 14. века из породице Палеолога.
Евдокија је била ћерка деспота Константина Палеолога и деспине Евдокије Неоцезарисе. Удала се за Димитрија Цаблакона, великог генерала. Вероватно је у почетку живела у Серу, где су Цаблакони били локални земљопоседници у тој области. Она је пратила свог мужа 1345. године, током његовог боравка у Серу и падом града под Србе пратила га је до Хрисопоља, где је Димитрије ту остао до 1360. године.
Она се помиње као задужбинар и добротвор многих манастира, као када је 1362. године, заједно са својим мужем поклонила манастиру Ватопеду део земље у близини реке Галикос у документу који је сачуван до данас, Евдокија се потписује: Евдокија Палеологина Цаблакониса и велика стропаедархиса.